# Comunità autonome della Spagna
Le comunità autonome della Spagna (in spagnolo e gallego comunidades autónomas, in catalano comunitats autònomes, in basco autonomia erkidegoak) costituiscono la suddivisione territoriale di primo livello del Paese e ammontano a 17 (più 2 città autonome). Sono previste dal Titolo VIII della Costituzione spagnola del 1978, con la quale è stato disegnato un ordinamento di tipo regionale in opposizione al centralismo che aveva caratterizzato il periodo della dittatura franchista. La Costituzione sottolinea l'uguaglianza tra le comunità autonome, che non potranno avere privilegi le une sulle altre. La federazione delle comunità autonome è vietata dalla Costituzione spagnola, mentre non è proibita la cooperazione tra esse. Tutto il territorio spagnolo, ad eccezione delle plazas de soberanía, appartiene a una comunità.

## Storia

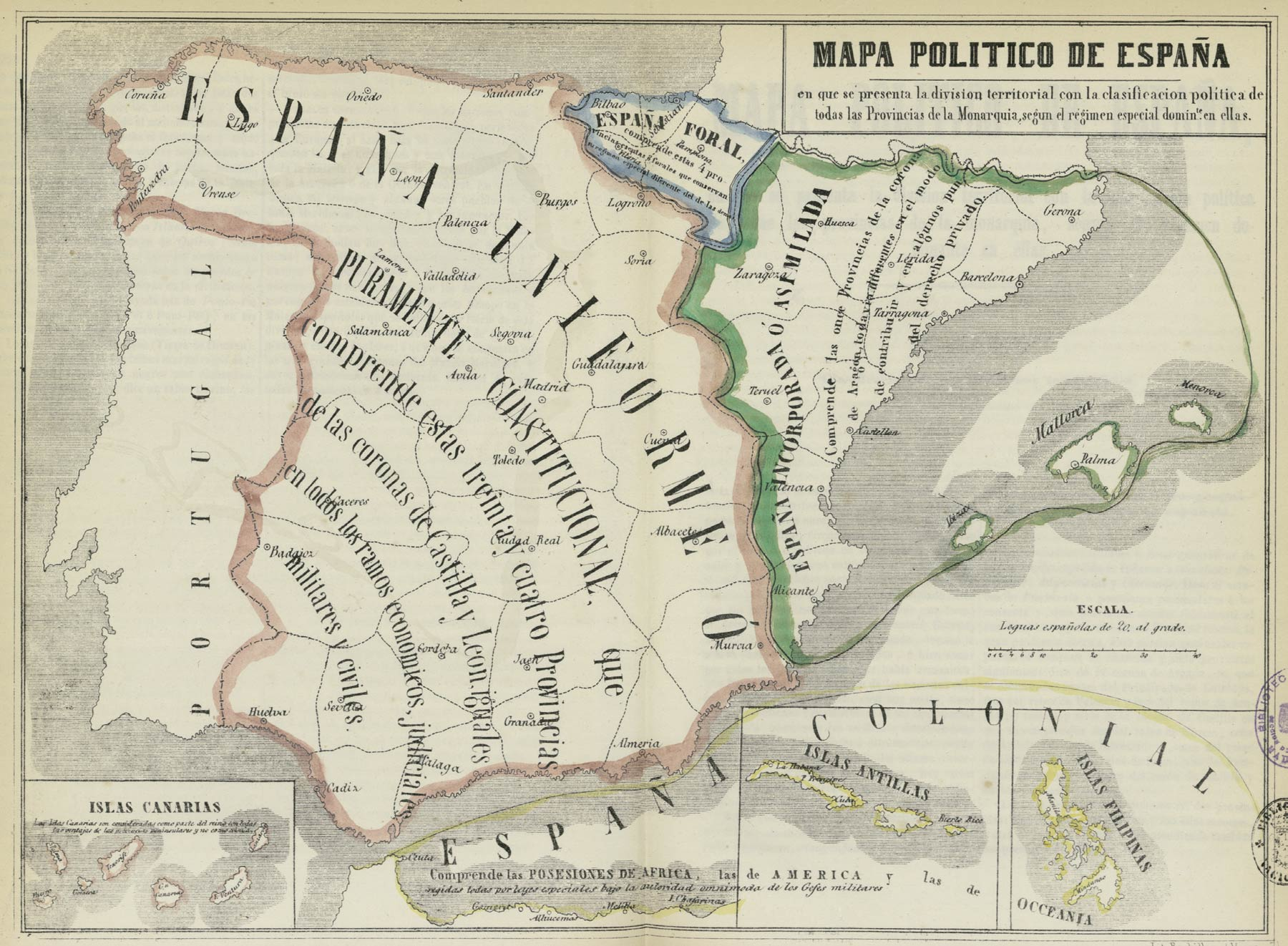
Una mappa del XIX secolo mostra le diverse regioni della legge tradizionale consuetudinaria in Spagna (fueros) basata sui regni storici.

Il concetto di Comunità autonoma nasce dal fatto che in Spagna convivono popoli e culture diversi, e l'unificazione progressiva è stata un processo lento, che ha dovuto scontrarsi nella storia con tendenze opposte, come il "Carlismo", che reclamava il riconoscimento del diritto dei Regni preesistenti alla formazione di uno Stato spagnolo unificato.
L'esplosione dei nazionalismi, all'inizio del Novecento, portò in Spagna all'avvento di forze nazionaliste in Catalogna e nei Paesi Baschi, e la Costituzione del 1931 cercò di risolvere il problema creando lo Stato Integrale, compatibile con l'autonomia delle regioni. Il frutto di questo esperimento fu la concessione alla Catalogna di un regime di autonomia, che venne più tardi, durante la guerra civile, conquistato anche dai Paesi Baschi. Per la Galizia fu avviato lo stesso processo, ma con l'avvento del regime politico dittatoriale di Franco, ogni diritto di autogoverno fu represso, e i movimenti autonomistici perseguitati.

## Descrizione
Prevista dalla costituzione spagnola del 1978, esistono 17 comunità autonome: Andalusia, Aragona, Asturie, Isole Baleari, Isole Canarie, Cantabria, Castiglia-La Mancia, Castiglia e León, Catalogna, Comunità Valenciana, Estremadura, Galizia, La Rioja, Comunità di Madrid, Regione di Murcia, Navarra e Paesi Baschi. Vi sono inoltre due città autonome: Ceuta e Melilla.
Entro i limiti della Costituzione, alle comunità autonome è lasciato un ampio margine di libertà, che consente a ognuna di esse di adottare le competenze ritenute necessarie. Sono, quindi, riservate allo Stato tutte quelle materie che non siano state assunte espressamente da ognuna delle comunità autonome nel proprio Statuto di Autonomia. In settori come la sanità, le assicurazioni sociali, i contratti e le concessioni amministrative, l'ordinamento del credito, della banca e le assicurazioni, allo Stato corrisponde soltanto la legislazione di base. In questi casi le comunità autonome possono assumere, oltre alle funzioni esecutive, quelle legislative che sviluppino la legislazione statale di base.
In ogni comunità autonoma esiste un organo esecutivo, o governo, e un parlamento autonomo, che legifera nelle materie che siano state trasferite dal governo centrale a quello regionale. Vi è anche, in ogni comunità autonoma, un Tribunale superiore di giustizia. In alcune occasioni si sono verificati conflitti di competenza fra le autonomie e il governo centrale: tali conflitti vengono risolti dalla Corte costituzionale dello Stato spagnolo.

## Territori

### Comunità autonome
| Posizione geografica | Comunità autonoma             | Capoluogo                                                              | Presidente                       | Statuto di autonomia                                      | Status      |
| -------------------- | ----------------------------- | ---------------------------------------------------------------------- | -------------------------------- | --------------------------------------------------------- | ----------- |
|                      | Andalusia                     | Siviglia                                                               | Juan Manuel Moreno Bonilla (PP)  | 2007 (in sostituzione del precedente statuto del 1981)    | Nazionalità |
|                      | Aragona                       | Saragozza                                                              | Jorge Azcón (PP)                 | 1982 (rivisto nel 1994, 1996 e 2007)                      | Nazionalità |
|                      | Principato delle Asturie      | Oviedo                                                                 | Adrián Barbón (PSOE)             | 1981 (rivisto nel 1991, 1994 e 1999)                      | Regione     |
|                      | Isole Baleari                 | Palma di Maiorca                                                       | Marga Prohens (PP)               | 2007 (in sostituzione del precedente statuto, 1983)       | Nazionalità |
|                      | Paesi Baschi                  | Nessuna (de iure) Vitoria-Gasteiz (de facto)                           | Imanol Pradales (PNV)            | 1979                                                      | Nazionalità |
|                      | Canarie                       | Santa Cruz de Tenerife e Las Palmas de Gran Canaria (status condiviso) | Fernando Clavijo Batlle (CC)     | 1982 (rivisto nel 1996)                                   | Nazionalità |
|                      | Cantabria                     | Santander                                                              | María José Sáenz de Buruaga (PP) | 1981 (rivisto nel 1991, 1994, 1997, 1998 e 2002)          | Regione     |
|                      | Castiglia-La Mancia           | Toledo                                                                 | Emiliano García-Page (PSOE)      | 1982 (rivisto nel 1991, 1994, 1997 e 2002)                | Regione     |
|                      | Castiglia e León              | Nessuna (de iure) Valladolid (de facto)                                | Alfonso Fernández Mañueco (PP)   | 1983 (non approvato, rivisto nel 1988, 1994, 1999 e 2007) | Regione     |
|                      | Catalogna                     | Barcellona                                                             | Salvador Illa (PSC)              | 2006 (in sostituzione del precedente del 1979)            | Nazionalità |
|                      | Comunità Valenciana           | Valencia                                                               | Carlos Mazón (PP)                | 2006 (in sostituzione del precedente del 1982)            | Nazionalità |
|                      | Estremadura                   | Mérida                                                                 | María Guardiola (PP)             | 1983 (rivisto nel 1991, 1994, 1999, 2002 e 2011)          | Regione     |
|                      | Galizia                       | Santiago de Compostela                                                 | Alfonso Rueda (PP)               | 1981                                                      | Nazionalità |
|                      | La Rioja                      | Logroño                                                                | Gonzalo Capellán (PP)            | 1982                                                      | Regione     |
|                      | Comunità di Madrid            | Madrid                                                                 | Isabel Díaz Ayuso (PP)           | 1983                                                      | Regione     |
|                      | Regione di Murcia             | Murcia                                                                 | Fernando López Miras (PP)        | 1982                                                      | Regione     |
|                      | Comunità Forale della Navarra | Pamplona                                                               | María Chivite (PSOE)             | 1982 (Amejoramiento del Fuero)                            | Regione     |

### Città autonome
| Posizione | Città autonoma | Alcalde-presidente     | Statuto di autonomia |
| --------- | -------------- | ---------------------- | -------------------- |
|           | Ceuta          | Juan Jesús Vivas (PP)  | 1995                 |
|           | Melilla        | Juan José Imbroda (PP) | 1995                 |

## Territori per estensione
| Comunità o città autonoma | Comunità o città autonoma | Superficie (km²) | %    |
| ------------------------- | ------------------------- | ---------------- | ---- |
| 1                         | Castiglia e León          | 94226            | 18,6 |
| 2                         | Andalusia                 | 87268            | 17,2 |
| 3                         | Castiglia-La Mancia       | 79463            | 15,7 |
| 4                         | Aragona                   | 47719            | 9,4  |
| 5                         | Estremadura               | 41635            | 8,2  |
| 6                         | Catalogna                 | 32107            | 6,3  |
| 7                         | Galizia                   | 29574            | 5,8  |
| 8                         | Comunità Valenciana       | 23255            | 4,6  |
| 9                         | Murcia                    | 11313            | 2,9  |
| 10                        | Asturie                   | 10604            | 2,1  |
| 11                        | Navarra                   | 10391            | 2,0  |
| 12                        | Madrid                    | 8022             | 1,6  |
| 13                        | Canarie                   | 7447             | 1,5  |
| 14                        | Paesi Baschi              | 7234             | 1,4  |
| 15                        | Cantabria                 | 5326             | 1,0  |
| 16                        | La Rioja                  | 5045             | 1,0  |
| 17                        | Baleari                   | 4992             | 1,0  |
| 18                        | Ceuta                     | 19               | 0,0  |
| 19                        | Melilla                   | 12               | 0,0  |
| Totale                    | Totale                    | 504645           | 100% |

## Territori per numero di abitanti
| Comunità o città autonoma | Comunità o città autonoma | Popolazione | Densità (ab./km²) | %     |
| ------------------------- | ------------------------- | ----------- | ----------------- | ----- |
| 1                         | Andalusia                 | 8379248     | 96,02             | 17,99 |
| 2                         | Catalogna                 | 7596131     | 235,33            | 16,22 |
| 3                         | Madrid                    | 6576009     | 811,17            | 13,97 |
| 4                         | Comunità Valenciana       | 4959243     | 212,49            | 10,61 |
| 5                         | Galizia                   | 2700970     | 91,58             | 5,82  |
| 6                         | Castiglia e León          | 2407650     | 25,74             | 5,21  |
| 7                         | Paesi Baschi              | 2198657     | 303,31            | 4,71  |
| 8                         | Canarie                   | 2126779     | 283,08            | 4,51  |
| 9                         | Castiglia-La Mancia       | 2025510     | 26,62             | 4,53  |
| 10                        | Murcia                    | 1477946     | 129,96            | 3,16  |
| 11                        | Aragona                   | 1307984     | 27,43             | 2,83  |
| 12                        | Baleari                   | 1128139     | 223,56            | 2,40  |
| 13                        | Estremadura               | 1072059     | 25,94             | 2,32  |
| 14                        | Asturie                   | 1028135     | 97,60             | 2,22  |
| 15                        | Navarra                   | 647219      | 61,90             | 1,38  |
| 16                        | Cantabria                 | 580067      | 108,96            | 1,25  |
| 17                        | La Rioja                  | 315371      | 62,51             | 0,68  |
| 18                        | Melilla                   | 86 308      | 6958,05           | 0,18  |
| 19                        | Ceuta                     | 85 144      | 4592,38           | 0,18  |
| Totale                    | Totale                    | 46698569    | 92,29             | 100%  |